# Michael Wilford
Michael Wilford (9 de septiembre de 1938 - 10 de marzo de 2023) fue un arquitecto británico nacido en Surbiton.
Estudió en Londres en la Northern Polytechnic School of Architecture de 1955 a 1962, y en la Regent Street Polytechnic Planning School en 1967. 
Todavía estudiante en  1960 empezó a trabajar en la oficina de James Stirling hasta la muerte de este en 1992. 

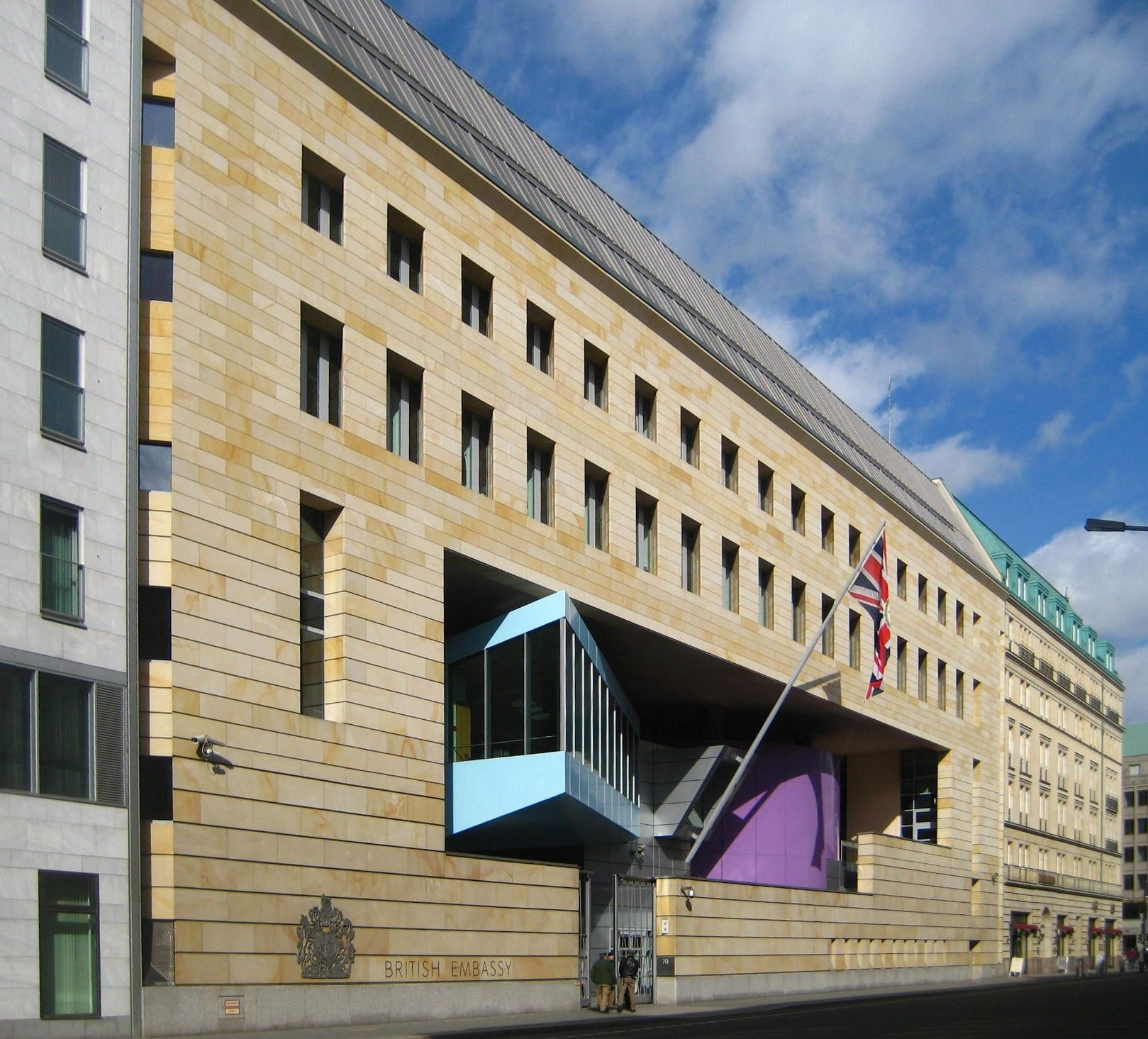
Embajada británica de Berlín.

Su arquitectura combina los ideales del Movimiento Moderno de abstracción, claridad, funcionalidad y economía con el más tradicional interés por los espacios y las formas.
Wilford fue profesor en diferentes universidades europeas de Estados Unidos, y de  Australia y es Doctor honoris causa por las Universidades de Sheffield y Newcastle.